# Vall de Beneixama
La vall de Beneixama és una àrea geogràfica formada per una part dels termes de Banyeres de Mariola, Beneixama, El Camp de Mirra i La Canyada de Biar. Existeix un sindicat de reg anomenat «Comunidad de Regantes del Valle de Benejama».
Es tracta d'una denominació de caràcter geogràfic, apareguda al segle xx per referir-se a la meitat nord de la vall de Biar. Aquesta vall està dividida al seu sector occidental per un seguit de turons de petita altura anomenats cabeços de Sant Bertomeu, que s'estenen des del Camp de Mirra fins a Villena. Per aquest motiu, s'anomena vall de Beneixama a la part situada al nord dels esmentats turons i vall de Biar a la part situada al sud.
Hi ha qui diu que l'origen del terme vall de Beneixama cal buscar-lo en la reticència dels habitants de Beneixama a acceptar la denominació històrica de vall de Biar, però la realitat és que qui està al bel mig de la vall és Beneixama, mentre que Biar es localitza en un turó a un extrem de la vall. Cal tenir en compte que tant Beneixama, com el Camp de Mirra, la Canyada i el llogaret del Salze van pertànyer a Biar fins a l'any 1797, quan es va produir la seua segregació.